# باتل غولف يوي
باتل غولف يوي (باليابانية:バトルゴルファー唯, بالإنجليزية:Battle Golfer Yui) هي لعبة فيديو رياضي غولف من تطوير سانتوس و ناشر لعبة سيجا ، صدرت حصريا على الجهاز ميجا درايف.

## وصله خارجية
- Battle Golfer Yui at موبي جيمز